# チェロソナタ
チェロソナタは、一般的には、チェロを独奏楽器とする小編成の楽曲の総称。バロック音楽期に通奏低音（主にチェンバロ）を伴奏とするものとして成立。その後古典派音楽期のピアノの進化により、ピアノとの二重奏ソナタに発展した。鍵盤楽器以外との組み合わせのソナタや、無伴奏チェロソナタに対しても用いられる。

## 概要
当初は伴奏楽器として用いられ、ヴィオラ・ダ・ガンバやヴィオローネの代用だったチェロに初めて独奏楽器に地位を与えたのは、ボローニャのドメニコ・ガブリエッリによって作曲された『リチェルカーレ』だとされる。その後イタリア各地に広まり、アントニオ・カルダーラ、ベネデット・マルチェッロ等がヴェネツィアでチェロソナタを作曲した。バロック後期にチェロに人気が出たフランスでは、アントニオ・ヴィヴァルディやフランチェスコ・ジェミニアーニが同じ出版社からチェロソナタ集を出版した。バロックと古典派にまたがって活躍したルイージ・ボッケリーニはチェロのヴィルトゥオーソとしてチェロの可能性を追求し、多くの重要な作品を残している。
古典派音楽期ではベートーヴェンののソナタが特に知られている。ベートーヴェンのソナタはハイドン・モーツァルトのソナタを継承した「チェロ伴奏のチェンバロソナタ」（当時のピアノの性能が十分でなかったため）とも言えるが、第3番以降はピアノとチェロの役割が同等になり後のロマン派の二重奏に近づきつつある。
ロマン派音楽ではブラームスやフォーレらの時代の作品はチェロとピアノの二重奏ソナタにまで発展している。また既存のピアノとヴァイオリンのためのソナタを移調したり、あるいはヴァイオリンパートをチェロ用に書き換えたりするなどしてチェロソナタとして演奏する事例もあり、なかでもフランクの『ヴァイオリンソナタ イ長調』やブラームスの『ヴァイオリンソナタ第1番 ト長調「雨の歌」』といった例が名高い。また、同様の編曲で最も名高い例は、シューベルトの『アルペジョーネソナタ イ短調』であろう。
一方、バッハの作品の認知が進むにつれて、それに触発された作品がこの分野にも出現するようになった。イザイやコダーイらの無伴奏チェロソナタは、バッハの『無伴奏チェロ組曲』に感化されている。
なお、ソナタではないチェロとピアノのための二重奏曲については別項があるためそこで取扱い、ここではソナタまたはソナチネのみを列挙する。
また、ソナタ以外の無伴奏作品についても無伴奏チェロ曲の項で取り扱う。

## 主な作曲家と作品

### チェロソナタの作曲家と作品
（作曲者の生年順に並べている）
※単に「ソナタ（またはソナチネ）」とある場合は、チェロとピアノのための作品である。
- 1651年 ドメニコ・ガブリエッリ：『リチェルカーレ』（1689‐90）チェロと通奏低音のためのソナタ ト長調、チェロと通奏低音のためのソナタ イ長調
- 1660年 アレッサンドロ・スカルラッティ：チェロと通奏低音のためのソナタ ハ長調（疑作）、ハ短調（疑作）、ニ短調（疑作）
- 1670年 アントニオ・カルダーラ：17のチェロソナタと 1つのチェロ協奏曲 (1735)
- 1678年 アントニオ・ヴィヴァルディ：チェロと通奏低音のための6つのソナタ （1740年頃）、他4曲。
- 1686年 ニコラ・ポルポラ：チェロと通奏低音のためのソナタ
- 1686年 ベネデット・マルチェッロ：チェロと通奏低音のための6つのソナタ 作品1
- 1687年 フランチェスコ・ジェミニアーニ：チェロと通奏低音のための6つのソナタ 作品5
- 1687年 ウィレム・デ・フェッシュ：チェロと通奏低音のための6つのソナタ 作品13
- 1688年 ヤーコブ・クレイン2世：チェロと通奏低音のためのソナタ 作品1-13から18（全3巻18曲のうち第3巻のみチェロソナタ）、チェロと通奏低音のための6つのソナタ 作品4、2つのチェロのための6つのソナタ 作品2
- 1689年 ジョゼフ・ボダン・ド・ボワモルティエ：チェロ（またはファゴット）と通奏低音のための5つのソナタ（と1つの協奏曲） 作品29（1729）、チェロ（またはファゴット）と通奏低音のための6つのソナタ 作品50（1734）
- 1693年 ロドヴィーコ・フィリッポ・ラウレンティ：チェロと通奏低音のためのソナタ集 作品1
- 1697年 ジョヴァンニ・ベネデット・プラッティ：チェロと通奏低音のための6つのソナタ（1725）
- 1706年 ジョバンニ・バティスタ・マルティーニ：チェロと通奏低音のためのソナタ イ短調
- 1707年 ミシェル・コレット：チェロと通奏低音のための6つのソナタ 作品20
- 1710年 フランチェスコ・グエリーニ：チェロと通奏低音のためのソナタ集 作品9
- 1710年 サルヴァトーレ・ランツェッティ：チェロと通奏低音のためのソナタ集 作品1
- 1714年 カルロ・フェラーリ：チェロと通奏低音のための6つのソナタ 作品1
- 1715年 アントワーヌ・ダール：チェロと通奏低音のための6つのソナタ
- 1717年 ジュゼッペ・ガエターノ・ボニ：チェロと通奏低音のためのソナタ集 作品1
- 1723年 カール・フリードリヒ・アーベル：チェロと通奏低音のためのソナタ イ長調
- 1730年? エマニュエル・シプルティーニ：チェロと通奏低音のための6つのソナタ 作品7
- 1732年 ヨハン・クリストフ・フリードリヒ・バッハ：チェロと通奏低音のためのソナタ イ長調、ト長調、チェロとチェンバロのオブリガートのためのソナタ ト長調
- 1735年 アンドレア・カポラーレ：チェロと通奏低音のためのソナタ全7曲
- 1737年 ヨゼフ・ミスリヴェチェク：2つのチェロと通奏低音のための6つのソナタ
- 1741年 ジャン＝ピエール・デュポール：チェロと通奏低音のための6つのソナタ 作品4
- 1743年 ルイジ・ボッケリーニ：チェロと通奏低音のためのソナタ ヘ長調 G. 1（6つのソナタ第5番）、ハ短調 G. 2、ハ短調 G. 2bis、ハ長調 G. 3、イ長調 G. 4（6つのソナタ第6番）、イ長調 G. 4bis、ト長調 G. 5（6つのソナタ第3番）、ハ長調 G. 6（6つのソナタ第2番）、ハ長調 G. 7、変ロ長調 G. 8、ヘ長調 G. 9、ホ長調 G. 10（6つのソナタ第4番）、ホ長調 G. 11、変ロ長調 G. 12、イ長調 G. 13（6つのソナタ第1番）、変ホ長調 G. 14、ト長調 G. 15、変ホ長調 G. 16、ハ長調 G. 17、ハ長調 G. 18、ヘ長調 G. 19、ト短調 G. 562、ト長調 G. 563、ニ長調 G. 564、変ロ長調 G. 565、変ロ長調 G. 565bis、変ホ長調 G. 566、変ホ長調 G. 567（疑作）、変ホ長調 G. 568、ハ長調 G. 569、ヘ長調 G. 579（疑作）、ニ長調 G. 580、イ長調（G番号なし）、イ短調（G番号なし）、ハ短調（G番号なし）、ハ短調（G番号なし）、ニ長調（G番号なし）、変ホ長調（G番号なし）、ヘ短調（G番号なし）（疑作）、2つのチェロのためのソナタ ハ長調　G. 74、2つのチェロのためのソナタ 変ホ長調　G. 75、2つのチェロのためのソナタ ニ長調 G. 571（疑作）、2つのチェロのためのソナタ ニ長調 G. 572（疑作）
- 1749年 アントン・クラフト（チェコ語版）：ソナタ第1番 ハ長調 作品1-1、第2番 ト長調 作品1-2、第3番 ニ長調 作品1-3
- 1749年 ジャン＝ルイ・デュポール：ソナタ第1番 ト長調、第2番 ト長調、ソナタ ハ長調
- 1753年 ジャン・バティスト・ブレヴァル：チェロと通奏低音のための6つのソナタ 作品12
- 1767年 ベルンハルト・ロンベルク：ソナタ ホ短調 作品38-1、ソナタ ト長調 作品38-2、ソナタ 変ロ長調 作品38-3、ソナタ 変ホ長調 作品43-1、ソナタ ハ長調 作品43-2、ソナタト長調作品43-3、チェロとハープのための3つのソナタ 作品43
- 1770年 ベートーヴェン：ソナタ第1番 ヘ長調 作品5-1（1796年）、 第2番 ト短調 作品5-2（1796年）、 第3番 イ長調 作品69（1808年）、 第4番 ハ長調 作品102-1（1815年）、 第5番 ニ長調 作品102-2（1815年）、ホルンソナタ ヘ長調 作品17（1800）の作曲者自身による編曲
- 1778年 ヨハン・ネポムク・フンメル：大ソナタ イ長調 作品104（1824）
- 1784年 ジョルジュ・オンスロー：ソナタ第1番 作品16-1、第2番 作品16-2、第3番 作品16-3
- 1784年 フェルディナント・リース：大ソナタ第1番 ハ長調 作品20（1807）、第2番 イ長調 作品21（1807）、第3番 ト短調 作品125（1823）
- 1787年 イリア・イヴァノヴィチ・リゾグブ：ソナタ ハ短調
- 1791年 フランツ・クサーヴァー・モーツァルト：ソナタ ホ長調 作品19（1820）
- 1794年 イグナーツ・モシェレス：ソナタ第2番 ホ長調 作品121
- 1796年 ヘレーネ・リーブマン：大ソナタ ロ長調 作品11
- 1803年 フリードリヒ・テオドール・フレーリヒ：ソナタ ヘ長調 （1830）
- 1804年 ルイーズ・ファランク：ソナタ 変ロ長調 作品46（1861）
- 1809年 ヨハン・ベンヤミン・グロス：ソナタ ロ短調 作品7
- 1809年 メンデルスゾーン：ソナタ第1番 変ロ長調 作品45（1838）、第2番 ニ長調 作品58（1842-43）
- 1810年 フレデリック・ショパン：ソナタ ト短調 作品65（1845-46）
- 1813年 シャルル＝ヴァランタン・アルカン：演奏会用ソナタ ホ長調 作品47（1857）
- 1816年 ウィリアム・スタンデール・ベネット：ソナタ イ長調 作品32
- 1817年 エドゥアルド・フランク：ソナタ第1番 ニ長調 作品6（1846）、第2番 ヘ長調 作品42（1882）
- 1819年 ジャック・オッフェンバック
- 1821年 フリードリヒ・キール：ソナタ イ短調 作品52（1868）、ソナタ ト短調 作品67、ソナタ ニ長調（作品番号なし）
- 1821年 エミリー・マイヤー：ソナタ ニ長調 作品47
- 1822年 カルロ・アルフレッド・ピアッティ：ソナタ第1番 ハ長調 作品28（1885）、第2番 ニ長調 作品29（1886）、第3番 ヘ長調 作品30、第4番 ト長調 作品31『牧歌風』、第5番 イ短調 作品32（1895）、第6番 ホ短調 作品33（1896）
- 1822年 ヨアヒム・ラフ：ソナタ 作品183（1873）
- 1823年 トマス・テレフセン：ソナタ 作品21
- 1823年 エドゥアール・ラロ：ソナタ イ短調（1856）
- 1824年 カール・ライネッケ：ソナタ第1番 イ短調 作品42（1847-48）、第2番 ニ長調 作品89（1866）、第3番 ト長調 作品238
- 1827年 エマヌエル・カニア：ソナタ イ短調
- 1829年 アルベルト・ディートリヒ：ソナタ ハ長調 作品15
- 1829年 アントン・ルビンシテイン：ソナタ第1番 ニ長調 作品18（1852）、第2番 ト長調 作品39（1857）
- 1830年 カール・ゴルトマルク：ソナタ ヘ長調 作品39（1890）
- 1830年 ペーター・アルノール・ハイセ：ソナタ第1番 イ短調、第2番 ヘ長調、第3番 イ短調
- 1831年 ルードヴィグ・ヌールマン：ソナタ ニ長調 作品28
- 1833年 ブラームス：ソナタ第1番 ホ短調 作品38（1862-65）、第2番 ヘ長調 作品99（1886）
- 1833年 アレクサンドル・ボロディン：ソナタ ロ短調（遺作）
- 1835年 カミーユ・サン＝サーンス：ソナタ第1番 ハ短調 作品32（1872-73）、ソナタ第2番 ヘ長調 作品123（1905）
- 1835年 フェリクス・ドレーゼケ：ソナタ ニ長調 作品51（1890）
- 1837年 テオドール・デュボワ：ソナタ ニ長調
- 1837年 ヨゼフ・ヴィエニャフスキ：ソナタ ホ短調 作品26
- 1839年 フリードリヒ・ゲルンスハイム：ソナタ第1番 ニ短調 作品12、第2番 ホ短調 作品87
- 1839年 ラウラ・ネッツェル ：ソナタ ホ短調 作品66
- 1839年 ヨーゼフ・ラインベルガー：ソナタ ハ長調 作品92
- 1841年 アントニン・ドヴォルザーク：ソナタ ヘ短調 B. 20（1870-71?）（チェロパート譜の断片のみ現存）
- 1843年 エドヴァルド・グリーグ：ソナタ イ短調 作品36 （1883）
- 1843年 ハインリヒ・フォン・ヘルツォーゲンベルク：ソナタ第1番 イ短調 作品52（1886）、第2番 ニ長調 作品64（1889）、第3番 変ホ長調 作品94（1895）
- 1844年 シャルル＝マリー・ヴィドール：ソナタ イ長調 作品80（1907）
- 1845年 フォーレ：ソナタ第1番 ニ短調 作品109（1917）、 第2番 ト短調 作品117（1921）
- 1846年 マリー・ジャエル：ソナタ
- 1847年 フィリップ・シャルヴェンカ：ソナタ ト短調 作品116
- 1847年 ロベルト・フックス：ソナタ第1番 ニ短調 作品29（1881）、第2番 変ホ短調 作品83（1908）
- 1848年 チャールズ・ヒューバート・パリー：ソナタ イ長調（1879）
- 1848年 アンリ・デュパルク：ソナタ（1867）
- 1849年 バンジャマン・ゴダール：ソナタ ニ短調 作品104
- 1850年 フランツ・クサヴァー・シャルヴェンカ：ソナタ ホ短調 作品46（1877）
- 1850年 ヤコブ・アドルフ・ヘッグ：ソナタ ホ短調 作品1
- 1850年 ルイーゼ・アドルファ・ル・ボー：ソナタ ニ長調 作品17
- 1851年 ヴァンサン・ダンディ：ソナタ 作品84（1925）
- 1852年 チャールズ・ヴィリアーズ・スタンフォード：ソナタ第1番 イ長調 作品9（1877）、第2番 ニ短調 作品39（1889）
- 1852年 ハンス・フーバー：ソナタ第1番 ニ長調 作品33（1978）、第2番 イ長調 作品84『田園ソナタ』、第3番 嬰ハ短調 作品114（1900）、第4番 変ロ長調 作品130
- 1852年 メラニー・ボニス：ソナタ
- 1853年 エミール・シェーグレン：ソナタ イ長調 作品58 （1911）
- 1853年 ジャン・ルイ・ニコデ：ソナタ第2番 ト長調 作品25（1882）
- 1853年 アーサー・フット：ソナタ 作品78
- 1854年 フェルナン・ド・ラ・トンベル：ソナタ
- 1855年 ミケーレ・エスポジート：ソナタ 作品43
- 1855年 ユリウス・レントゲン：ソナタ第1番 ロ長調 作品3（1872）、第2番 イ短調 作品41（1901）、第3番 ト短調（1905）、第4番 ハ短調（1906）、第5番 ロ短調 作品56（1907）、第6番 ニ長調（1914-15）、第7番 嬰ヘ短調（1917）、第8番 ニ短調（1926）、第9番 ホ短調（1927）、第10番 ハ短調（1927）、第11番 ニ短調（1930）、第12番 イ短調（1930）、第13番 嬰ハ短調（1931）、第14番 ト長調（1931）
- 1857年 シャルル＝ヴァランタン・アルカン：ソナタ ホ長調 作品47
- 1856年 ジュゼッペ・マルトゥッチ：ソナタ 嬰ヘ短調 作品52（1880）
- 1857年 ポール・ヴィアルド：ソナタ
- 1858年 エセル・スマイス：ソナタ ハ短調、ソナタ イ短調 作品5
- 1858年 リヒャルト・フランク：ソナタ第1番 ニ長調 作品22（1903）、第2番 変ホ短調 作品36（1906）
- 1859年 アルジャーノン・アシュトン：ソナタ第1番 ヘ長調 作品6（1880）、第2番 ト長調 作品75（1885）
- 1859年 ヨゼフ・ボフスラフ・フェルステル：ソナタ第1番 ヘ短調 作品45、第2番 ハ短調 作品130
- 1861年 ルートヴィヒ・トゥイレ：ソナタ ニ短調 作品22（1901-02）
- 1861年 ヴィルヘルム・ベルガー：ソナタ ニ短調 作品28
- 1862年 モーリス・エマニュエル：ソナタ 作品2
- 1862年 フレデリック・ディーリアス：ソナタ（1916）
- 1862年 クロード・ドビュッシー：ソナタ ニ短調（1915）
- 1862年 レオン・ボエルマン：ソナタ イ長調 作品40（1897）
- 1863年 エマヌエル・モール：ソナタ第1番 ハ短調 作品22、第2番 ト長調 作品55、第3番 イ短調 作品76 、ソナタ 作品53
- 1863年 ガブリエル・ピエルネ：ソナタ 嬰ヘ長調 作品46（1919）
- 1863年 フェリックス・ワインガルトナー：ソナタ（1892）
- 1864年 ルイ・グラス：ソナタ ヘ長調 作品5（1888/1914）
- 1864年 アレクサンドル・グレチャニノフ：ソナタ ホ短調 作品113
- 1864年 リヒャルト・シュトラウス：ソナタ ヘ長調 作品6（1880-83）
- 1864年 ギィ・ロパルツ：ソナタ第1番 ト短調 作品119（1904）、第2番 イ短調（1918-19）
- 1865年 グスタフ・イェナー：ソナタ ニ長調
- 1865年 ロベルト・カーン：ソナタ 作品37
- 1865年 アウグスト・ブーク：ソナタ（1894）
- 1865年 アルベリク・マニャール：ソナタ イ長調 作品20（1909-10）
- 1866年 フランチェスコ・チレア：ソナタ ニ長調 作品38
- 1866年 パーシー・シャーウッド：ソナタ第1番 作品10（1891）、第2番 作品15（1900）
- 1866年 ゲオルク・シューマン：ソナタ ホ短調 作品19
- 1867年 シャルル・ケクラン：ソナタ 作品66（1917）
- 1867年 サミュエル・リドル：ソナタ 変ホ長調（1889）
- 1868年 レオーネ・シニガーリャ：ソナタ 作品41
- 1868年 グランヴィル・バントック：ソナタ第1番 ロ短調、第2番 嬰ヘ短調
- 1869年 ハンス・プフィッツナー：ソナタ 嬰ヘ短調 作品1
- 1870年 ルイ・ヴィエルヌ：ソナタ ロ短調 作品27（1911）
- 1870年 ジグムント・ストヨフスキ：ソナタ イ長調 作品18（1894）
- 1870年 ヴィーチェスラフ・ノヴァーク：ソナタ ト短調  作品68
- 1870年 ギョーム・ルクー：ソナタ ヘ長調（1888）
- 1870年 ヨーゼフ・レイエラント：ソナタ第1番 作品22（1898）、第2番 作品66（1917）、第3番 作品132（1944）
- 1871年 アレクサンダー・フォン・ツェムリンスキー：ソナタ イ短調（1894）
- 1871年 アドルフ・ビアラン：ソナタ 嬰ヘ短調（1915）
- 1872年 カミッロ・シューマン：ソナタ第1番 ト短調 作品59、第2番 ハ短調 作品99
- 1872年 パウル・ユオン：ソナタ第2番 イ短調 作品54（1913）
- 1873年 アミルカーレ・ザネッラ：ソナタ イ短調 作品72
- 1873年 ディルク・シェーファー：ソナタ ハ長調 作品13
- 1873年 ジョゼフ・ジョンゲン：ソナタ ハ短調 作品39（1912）
- 1873年 セルゲイ・ラフマニノフ：ソナタ ト短調 作品19（1901）
- 1873年 マックス・レーガー：ソナタ第1番 ヘ短調 作品5、第2番 ト短調 作品28、第3番 ヘ長調 作品78、第4番 イ短調 作品116
- 1874年 ユリウス・ビットナー
- 1874年 リヒャルト・シュテール：ソナタ イ短調 作品49
- 1875年 フランコ・アルファーノ：ソナタ（1925）
- 1875年 ドナルド・フランシス・トーヴィー：ソナタ ヘ長調 作品4
- 1876年 ヤン・インゲンホーフェン：ソナタ第1番、第2番『幻想曲風に』
- 1876年 エルマンノ・ヴォルフ＝フェラーリ：ソナタ ト長調 作品30
- 1876年 ウィリアム・ハールストーン：ソナタ ニ長調
- 1877年 ジークフリート・カルク＝エーレルト：ソナタ イ長調 作品71
- 1877年 デイヴィッド・スタンレー・スミス：ソナタ 作品59
- 1877年 エルンスト・フォン・ドホナーニ：ソナタ 変ロ短調 作品8（1899）
- 1877年 セルゲイ・ボルトキエヴィチ：ソナタ 作品36（1924）
- 1877年 ダニエル・イェイスレル：ソナタ第1番（1921）
- 1877年 ジャン・ユレ：ソナタ第1番 嬰ヘ短調、第2番 ヘ長調、第3番 嬰ヘ長調
- 1877年 ポール・ラドミロー：ソナタ（1939）
- 1878年 コンスタンティノ・ガイト：ソナタ 作品26
- 1878年 ジョセフ・ホルブルック：幻想的ソナタ ト短調 作品19
- 1878年 ヨハンナ・ミュラー＝ヘルマン：ソナタ 作品17
- 1879年 ジョン・アイアランド：ソナタ ト短調 作品27（1923）
- 1879年 ジャン・クラ：ソナタ
- 1879年 ルイス・コスタ：ソナタ 作品11
- 1879年 ヨハンナ・ゼンフター：ソナタ 変ホ長調 作品79
- 1879年 フランク・ブリッジ：ソナタ ニ短調（1913-17）
- 1880年 イルデブランド・ピツェッティ：ソナタ ヘ長調（1921）
- 1880年 ジョン・ファウルズ：ソナタ 作品6
- 1881年 ジョルジェ・エネスク：ソナタ第1番 ヘ短調 作品26-1、第2番 ハ長調 作品26-2
- 1881年 エドヴィン・カルステニウス：ソナタ ニ長調 作品6
- 1881年 セム・ドレスデン：ソナタ第1番（1916）、第2番（1942）
- 1881年 ニコライ・ミャスコフスキー：ソナタ第1番 作品12（1911）、 第2番 作品81（1948-49）
- 1881年 ニコライ・ロスラヴェッツ：ソナタ第1番、第2番
- 1881年 カール・ヴァイグル：ソナタ
- 1882年 コダーイ・ゾルターン：ソナタ 作品4, K. 31（1909-10）、ソナチネ K. 30（1920）
- 1882年 マヌエル・ポンセ：ソナタ
- 1882年 ジャン・フランチェスコ・マリピエロ：ソナタ（1908）、ソナティナ（1942）
- 1883年 アントン・ヴェーベルン：ソナタ（1914）
- 1883年 アルフレード・カセッラ：ソナタ第1番 ハ短調 作品8（1907）、第2番 ハ長調 作品45（1927）
- 1883年 ジョージ・ダイソン：ソナタ
- 1883年 アーノルド・バックス：ソナタ 変ホ長調（1923）、伝説ソナタ 嬰ヘ短調（1943）、ソナティナ（1933）
- 1884年 アポリナリ・シェルト：ソナタ ヘ長調 作品9
- 1884年 ヨーク・ボウエン：ソナタ 作品64
- 1885年 ドーラ・ペヤチェヴィチ：ソナタ 作品35
- 1886年 ポール・パレー：ソナタ（1921）
- 1886年 レベッカ・クラーク：ソナタ（1919）
- 1886年 オトマール・シェック：ソナタ
- 1886年 マルセル・デュプレ：チェロとオルガンのためのソナタ イ短調 作品60
- 1887年 アナトーリィ・アレクサンドロフ：ソナタ ト長調 作品112（1981–82）
- 1887年 クット・アッテルベリ：ソナタ ト短調 作品27（1925）
- 1887年 ヴィラ＝ロボス：小ソナタ（1914）、ソナタ第1番（1915、※楽譜紛失）、第2番 作品66（1916）
- 1887年 エルンスト・トッホ：ソナタ 作品50（1929）
- 1888年 マティアス・フェルメーレン：ソナタ第1番（1918）、ソナタ第2番（1938）
- 1888年 エミール・ボーンケ：ソナタ 作品7
- 1890年 ハンス・ガル：ソナタ イ短調 作品89（1953）
- 1890年 ルイス・デ・フレイタス・ブランコ：ソナタ
- 1890年 ボフスラフ・マルティヌー：ソナタ第1番 H. 277（1939）、第2番 H. 286（1941）、第3番 H. 340（1952）
- 1891年 プロコフィエフ：ソナタ 作品119（1949）
- 1892年 ヘンドリク・アンドリーセン：ソナタ（1926）
- 1892年 ヴェルナー・ヴェールリ：ソナタ ニ長調 作品47
- 1892年 レオ・オーンスタイン：ソナタ第1番 作品52 （1918）、第2番（1920）
- 1892年 アルテュール・オネゲル：ソナタ（1920）、ソナティネ（1921-22）
- 1892年 ユリエ・キルピネン：ソナタ 作品90
- 1892年 ダリウス・ミヨー：ソナタ 作品377
- 1892年 ライタ・ラースロー：ソナタ 作品17（1932）
- 1892年 ヒルディング・ルーセンベリ：ソナタ
- 1893年 アーサー・ベンジャミン：ソナティナ イ短調
- 1893年 フランツ・ミットラー：ソナタ ト長調（1910）
- 1894年 エルヴィン・シュルホフ：ソナタ 作品17
- 1894年 ウィレム・ペイペル：ソナタ（1919）、ソナタ第2番（1924）
- 1894年 アーネスト・ジョン・モーラン：ソナタ イ短調（1847）
- 1894年 マルセル・スーラージュ：ソナタ 嬰ヘ短調
- 1895年 カステルヌオーヴォ＝テデスコ：ソナタ 作品50（1928）、チェロとハープのためのソナタ 作品208（1966）
- 1895年 ヒンデミット：ソナタ イ短調 作品11-3、ソナタ ホ調
- 1895年 ヘンリエッテ・ボスマンス：ソナタ（1919）
- 1895年 ヴァルター・ギーゼキング：演奏会用ソナチネ
- 1896年 ヴィクトル・ステパノヴィチ・コッセンコ：ソナタ ニ短調 作品10
- 1896年 ロベルト・ジェラール：ソナタ
- 1897年 ヘンリー・カウエル：ソナタ ハ短調
- 1897年 ガスパール・カサド：スペインの古典形式によるソナタ、ソナタ イ長調
- 1897年 アレクサンデル・タンスマン：ソナタ（1930）
- 1899年 ロベール・カサドシュ：ソナタ 作品22
- 1899年 セバスティアーノ・カルタビアーノ：ソナタ ハ長調 （1930）
- 1899年 ユングヴェ・シェルド：ソナタ 作品27
- 1899年 アレクサンドル・チェレプニン：ソナタ第1番 作品29、第2番 作品30-1、第3番 作品30-2
- 1899年 カルロス・チャベス：ソナティナ（1924）
- 1899年 フランシス・プーランク：ソナタ（1948）
- 1900年 ルドルフォ・アルフテル：ソナタ 作品26（1959/60）
- 1900年 清瀬保二：ソナタ
- 1900年 ピエール＝オクターヴ・フェルー：ソナタ イ長調（1932）
- 1900年 アラン・ブッシュ：ソナタ 作品120
- 1900年 ヴィリー・ブルクハルト：ソナタ 作品87（1951）
- 1900年 アチール・ロンゴ：ソナタ イ長調（1925）
- 1900年 クルト・ヴァイル：ソナタ
- 1901年 シモン・ラクス：ソナタ
- 1901年 エドマンド・ラッブラ：ソナタ ト短調 作品60（1946）
- 1903年 ゾルタン・ホルシツキ：ソナタ 作品71（1981）
- 1903年 諸井三郎：チェロとピアノのための一楽章ソナタ 作品3（1927）
- 1904年 サンドロ・フーガ：ソナタ第1番（1936）、第2番（1973）、第3番（1989）
- 1904年 ドミトリー・カバレフスキー：ソナタ 変ロ長調 作品71（1962）
- 1904年 ニコス・スカルコッタス：ソナティナ（1949）
- 1904年 ゲザ・フリード：5楽章のソナタ 作品9
- 1905年 ボリス・アラポフ：ソナタ（1985）
- 1905年 レオン・オルテル：ソナタ第2番 作品41（1958）
- 1905年 ダグ・ヴィレーン：ソナティナ 作品1（1933）
- 1905年 エーリッヒ・ツァイスル：ソナタ
- 1905年 アラン・ローソーン：ソナタ
- 1906年 ハダメス・ジナタリ：チェロとギターのためのソナタ
- 1906年 ドミートリイ・ショスタコーヴィチ：ソナタ ニ短調 作品40（1934）
- 1906年 ロス・リー・フィニー：ソナタ第2番 ハ調（1949）
- 1906年 ホセ・フェルナンデス：ソナタ
- 1907年 シャーンドル・ヴェレシュ：ソナチネ
- 1907年 モサルト・カマルゴ・グァルニエリ：ソナタ第1番
- 1907年 ヘンク・バーディングス：ソナタ第1番（1929）、第2番（1935）
- 1907年 ヴォルフガング・フォルトナー：ソナタ（1948）
- 1908年 エリオット・カーター：ソナタ（1948）
- 1908年 ミロスラフ・カベラーチ：ソナタ 作品9（1941）
- 1908年 ジーン・クルサード：ソナタ
- 1908年 クルト・ヘッセンベルク：ソナタ 作品23（1941）
- 1908年 ヘアマン・ダーヴィド・コッペル：ソナタ 作品62（1956）
- 1908年 リッカルド・ニールセン：ソナタ（1958）
- 1908年 フランコ・マルゴラ：ソナタ dC233
- 1908年 ウィリアム・ワーズワース：ソナタ ト短調 作品66（1959）
- 1909年 ハラルド・ゲンツマー：ソナタ第1番（1953）、第2番（1976/77）、チェロとハープのためのソナタ（1963）、ソナチネ第1番（1967）、第2番（1982）
- 1909年 ハンス・ゲオルグ・ブルクハルト：ソナタ 作品53（1942）
- 1910年 ゲオルギー・キルコル：ソナタ 作品7
- 1910年 カレル・ライナー：ソナタ・ブレヴィス（小ソナタ）作品39（1946）、
- 1910年 スリマ・ストラヴィンスキー：ソナタ
- 1910年 サミュエル・バーバー：ソナタ 作品6（1936）
- 1911年 マーゴット・ライト：ソナタ ハ短調
- 1911年 フランツ・ライゼンシュタイン：ソナタ イ調 作品22
- 1912年 マティルド・カピュイ：ソナタ第1番 ハ短調、第2番 ニ短調、第3番 嬰ヘ短調、第4番 ト長調、第5番
- 1912年 ルドルフ・エッシャー：ソナタ・コンチェルタンテ（1943/55）
- 1912年 シャビエル・モンサルヴァーチェ：ソナタ・コンチェルタンテ
- 1913年 ジュリアン・クレイン：ソナタ −チェロとピアノのための幻想曲−、ソナタ −チェロとピアノのための詩−
- 1913年 ベンジャミン・ブリテン：ソナタ ハ長調 作品65（1961）
- 1913年 ティホン・フレンニコフ：ソナタ 作品34（1989）
- 1914年 ハロルド・トラスコット：ソナタ イ短調
- 1914年 ポール・トルトゥリエ
- 1914年 リュイス・ベネジャム：ソナタ イ長調
- 1914年 ラクター・ポンス：ソナタ（1943）
- 1916年 スヴェン・エイナル・エングルンド：ソナタ（1982）
- 1916年 アルベルト・ヒナステラ：ソナタ 作品49（1979）
- 1916年 石桁眞禮生：ソナタ第1番（1949）、第2番（1950/64）
- 1919年 ミェチスワフ・ヴァインベルク：ソナタ第1番 ハ長調 作品21（1945）、第2番 ト短調 作品63（1958-59）
- 1919年 アイヴァー・キーズ：ソナタ（1960）
- 1919年 ニルス・ヴィゴ・ベンソン：ソナタ 作品43、第3番 作品268
- 1920年 カレン・ハチャトゥリアン：ソナタ ホ短調（1957）
- 1920年 ペーター・ラシーン・フリッカー：ソナタ 作品28
- 1921年 入野義朗：ソナタ（1945）
- 1921年 ヨーナス・コッコネン：ソナタ（1975-76）
- 1921年 エドヴァルド・ミルゾヤン：ソナタ
- 1921年 ヤン・タウシンゲル：組曲-ソナタ（1974-75）
- 1922年 ジョージ・ウォーカー：ソナタ
- 1922年 ポウル・ロウシング・オルセン：ソナタ 作品34（1956）
- 1923年 ジェルジ・リゲティ
- 1925年 アンドレイ・ヤコブレヴィチ・エシュパイ：ソナタ（1990）
- 1925年 イィンドジフ・フェルド：ソナタ（1972）
- 1925年 ベルトルド・フンメル：ソナタ 作品2（1950）、ソナタ・ブレヴィス（小ソナタ）作品11a（1955）、ソナティナ第1番 作品35c（1969）、第2番 作品52a（1973）
- 1925年 ボリス・チャイコフスキー：ソナタ ホ短調（1957）
- 1926年 セイモア・シフリン：ソナタ（1948）
- 1927年 ヘルマン・シェーファー：ソナタ（1951）
- 1927年 ヴィトルド・シャロネク：ソナタ
- 1927年 ハンス・ルートヴィヒ・シリング：チェロとオルガンのためのリリック・ソナタ
- 1828年 ルボシュ・スルカ：ソナタ（1956）
- 1928年 イェルク・デームス：ソナタ・ポエティック ト短調 作品8、ソナタ 作品35『夕暮れ』
- 1928年 エイノユハニ・ラウタヴァーラ：ソナタ第1番（1972-72/2001）、ソナタ（1991）
- 1929年 フリッツ・セリス：ソナタ 作品6
- 1929年 エディソン・デニソフ：ソナタ 作品40（1971）
- 1929年 ポール・テューロック：ソナタ 作品50
- 1929年 ジェームズ・ドリュー：ソナタ『熱情』
- 1929年 アンドレ・プレヴィン：ソナタ
- 1929年 間宮芳生：ソナタ（1998）
- 1929年 ロバート・ムチンスキ：ソナタ 作品25
- 1930年 ハンス・コックス ：ソナタ（1987/91）
- 1931年 デイヴィッド・ベイカー：ソナタ（1973）
- 1931年 林光：ソナタ「十月の歌」（2001）
- 1932年 アレクサンダー・ゲール：ソナタ 作品45
- 1932年 ロディオン・シチェドリン：ソナタ（1996）
- 1933年 イーズリー・ブラックウッド：ソナタ 作品31
- 1934年 ピーター・マックスウェル・デイヴィス：ソナタ『センクエンツィア・セルペンティゲナ』（2007）
- 1934年 アンドレ・プレヴォ：ソナタ（2008）
- 1934年 アルフレート・シュニトケ：ソナタ第1番（1978）、第2番（1994）
- 1935年 サミュエル・ジョーンズ：ソナタ
- 1935年 ルボシュ・フィシェル：ソナタ（1975）
- 1936年 ラディスラフ・クプコヴィチュ：ソナタ第3番 変ロ長調
- 1936年 ジェルジー・バウアー：チェロとピアノのための単一楽章ソナタ
- 1936年 リチャード・ロドニー・ベネット：ソナタ（1991）
- 1937年 ニコライ・カプースチン ：ソナタ第1番 作品63（1991）、第2番 作品84（1991）
- 1937年 ヴァレンティン・シルヴェストロフ：ソナタ（1983）
- 1938年 ウィリアム・ボルコム：ソナタ（1989）
- 1939年 アティッラ・ボザイ：ソナタ 作品35
- 1939年 アンドリュー・ルーディン：ソナタ（2010）
- 1940年 エリック・フライターク：ソナタ（1990）
- 1941年 峰村澄子：ソナタ第1番、第2番
- 1942年 ヴィクトル・ススリン：チェロとパーカッションのためのソナタ
- 1942年 メナヘム・ズル：ソナタ（1973）
- 1942年 エドゥアルド・マータ：ソナタ（1966）
- 1943年 クシシュトフ・メイエル：ソナタ第1番 作品62、第2番 作品99
- 1943年 ポール・リアル：ソナタ
- 1945年 アナトリユス・シェンデロヴァス：チェロとパーカッションのためのソナタ 作品79（1972/1992）
- 1945年 ヴィクトリア・ボンド：ソナタ
- 1946年 ジャイルズ・スウェイン：ソナタ 作品103（2006）
- 1947年 ヴァシリー・ロバノフ：ソナタ第1番 作品14（1971）、第2番 作品54（1989）
- 1948年 デイヴィッド・デュベリー：ソナタ
- 1948年 ディミトリー・スミルノフ：ソナタ 作品25
- 1950年 オリヴィエ・グレフ：ソナタ・ダ・レクイエム（1979/93）
- 1951年 デイヴィッド・アール：ソナタ（1998）
- 1953年 ロベルト・シエッラ：ソナタ・エレジアック（2006）
- 1953年 ジョエル・ホフマン（英語版）：ソナタ
- 1954年 デイヴィッド・ヘイニック：ソナタ（2001）
- 1956年 サミュエル・ジーマン：ソナタ
- 1956年 サリー・ビーミッシュ：ソナタ（1999-2000）
- 1957年 イルジー・ジェムロ：ソナタ（2003）
- 1958年 エサ＝ペッカ・サロネン：ソナタ（1976-77）
- 1959年 ジェイムズ・マクミラン：ソナタ第1番、第2番（2000）
- 1959年 ホルヘ・マルティン：ソナタ『4つの高貴な真実』
- 1960年 アレクサンドル・シチェティンスキー：ソナタ（2006）
- 1961年 ダニエル・シュナイダー：チェロとピアノのためのジャズ・ソナタ
- 1961年 エドワード・ナイト：ソナタ『ホエア・ザ・サンセッツ・ブリード』
- 1961年 ニコラ・バクリ：ソナタ 作品32（1990-92/94）
- 1961年 ローウェル・リーバーマン：ソナタ第1番 作品3（1978）、第2番 作品61（1998）、第3番 作品90（2005）、第4番 作品108（2008）
- 1964年 ファビアン・ミュラー：ソナタ（2005）
- 1966年 ステファン・エッセル：ソナタ
- 1969年 ペーター・フリビンス：ソナタ（2004-05）
- 1970年 ロウミ・ペトロヴァ：ソナタ第1番、第2番 ト短調
- 1973年 レーラ・アウエルバッハ：ソナタ第1番 作品69（2002）
- 1976年 ヒュー・ワトキンス：ソナタ（2000）
- 1978年 西澤健一：ソナタ第1番 作品14（1999）、第2番 作品69（2009）
- 1991年 ジェイ・グリーンバーグ：ソナタ（2004）

### 無伴奏チェロソナタの作曲家と作品
（作曲者の生年順に並べている）
- 1649年 ドメニコ・ガッリ：《音楽の愉しみ》12の無伴奏チェロソナタ（1691）
- 1858年 ウジェーヌ・イザイ：無伴奏チェロソナタ 作品28
- 1868年 グランヴィル・バントック：無伴奏チェロソナタ ト短調
- 1882年 コダーイ・ゾルターン：無伴奏チェロソナタ 作品8（1915）
- 1882年 アルトゥール・シュナーベル：無伴奏チェロソナタ（1931）
- 1885年 エゴン・ヴェレス：チェロソナタ 作品31（1920）
- 1888年 エミール・ボーンケ：無伴奏チェロソナタ 作品13-3
- 1890年 ハンス・ガル：無伴奏チェロソナタ 作品109a（1982）
- 1891年 セルゲイ・プロコフィエフ：無伴奏チェロソナタ ハ長調 作品134
- 1892年 チャールズ・ハウビール：チェロソナタ ハ短調
- 1895年 パウル・ヒンデミット：無伴奏チェロソナタ 作品25-3（1923）
- 1898年 マルセル・ミハロヴィチ：無伴奏チェロソナタ 作品60（1949）
- 1900年 オットー・ルーニング：無伴奏チェロソナタ
- 1903年 アラム・ハチャトゥリアン：無伴奏チェロのための『幻想ソナタ』（1974）
- 1907年 シャーンドル・ヴェレシュ：無伴奏チェロソナタ（1967）
- 1908年 マリン・ゴレミノフ：無伴奏チェロソナタ（1969）
- 1908年 ウィリアム・ワーズワース：チェロソナタ ハ長調 作品70
- 1909年 ハラルド・ゲンツマー：無伴奏チェロソナタ
- 1909年 ヴァン・ホルンボー：無伴奏チェロソナタ 作品101（1969）
- 1912年 ルドルフ・エッシャー：無伴奏チェロソナタ
- 1912年 山田一雄：無伴奏チェロソナタ 作品10（1939）
- 1915年 デイヴィッド・ダイアモンド：無伴奏チェロソナタ（1959）
- 1915年 ヴィンセント・パーシケッティ：無伴奏チェロソナタ 作品54
- 1918年 ベルント・アロイス・ツィンマーマン：無伴奏チェロソナタ（1959-60）
- 1919年 ミェチスワフ・ヴァインベルク：無伴奏チェロソナタ第1番 作品72、第2番 作品86、第3番 作品106、第4番 作品140
- 1919年 ニルス・ヴィゴ・ベンソン：：無伴奏チェロソナタ 作品110（1956）
- 1921年 アダム・フドヤン：無伴奏チェロソナタ第1番（1961）、第2番（1984）、第3番（1993）
- 1922年 スヴェン・ヴェスタゴー：無伴奏チェロソナタ 作品33（1979）
- 1923年 ジェルジ・リゲティ：無伴奏チェロソナタ（1948/53）
- 1924年 團伊玖磨：無伴奏チェロソナタ
- 1925年 スルハン・ツィンツァーゼ：チェロソナタ（1975）
- 1928年 サミュエル・アドラー：：無伴奏チェロソナタ（1965）
- 1928年 エイノユハニ・ラウタヴァーラ：無伴奏チェロソナタ
- 1929年 ジョージ・クラム：無伴奏チェロソナタ（1955）
- 1929年 フリッツ・セリス：無伴奏チェロソナタ 作品71
- 1929年 間宮芳生：無伴奏チェロソナタ
- 1929年 ケネス・レイトン：無伴奏チェロソナタ 作品52（1967）
- 1931年 林光：独奏チェロのための小ソナタ『土神ときつね』（1996）
- 1931年 デイヴィッド・ベイカー：無伴奏チェロソナタ（1990）
- 1932年 ハンス＝クリスティアン・バルテル：無伴奏チェロのためのソナティネ（1998）
- 1932年 ペア・ノアゴー：無伴奏チェロソナタ第1番（1951/53）、第2番（1953-54、80）
- 1935年 アウリス・サッリネン：無伴奏チェロソナタ 作品26（1971）
- 1935年 ルボシュ・フィシェル：無伴奏チェロソナタ（1987）
- 1936年 イヴァン・パリク：無伴奏チェロソナタ
- 1939年 ボリス・ティシチェンコ：無伴奏チェロソナタ第1番 作品18（1960）、第2番 作品76（1979）
- 1939年 レオ・ブローウェル：無伴奏チェロソナタ（1960）
- 1943年 クシシュトフ・メイエル：無伴奏チェロソナタ（1964）
- 1952年 ハンス・エブラハムセン：無伴奏チェロソナタ（1988-99）
- 1956年 エイドリアン・ウィリアムズ：無伴奏チェロソナタ（1976-77）
- 1960年 アレクサンドル・シチェティンスキー：無伴奏チェロソナタ（2001）
- 1971年 マイケル・ハーシュ：無伴奏チェロソナタ第1番（1994）、第2番（2001）
- 1973年 レーラ・アウエルバッハ：チェロソナタ 作品72（2003）
- 1974年 岡田信浩：無伴奏チェロのためのソナティナ 作品10
- 1978年 デイヴィッド・ゴートン：無伴奏チェロソナタ

### 原曲はチェロソナタではないが、チェロソナタ形式の演奏が録音されたことがある作品
- J.S. バッハ：ヴィオラ・ダ・ガンバと通奏低音のためのソナタ（全3曲、BWV 1027〜1029）
- ヘンデル：リコーダーソナタ HWV 360, 362, 365, 367a, 369, 377、ヴァイオリンソナタ ニ長調 HWV 371
- モーツァルト：ヴァイオリンソナタ ト長調 K. 301、ヘ長調 K. 376、ト長調 K. 379
- ベートーヴェン：弦楽三重奏曲第1番 変ホ長調 作品3（他人の編曲であるが、作品64の作品番号が与えられていることより作者公認だったらしいと言われている）、ヴァイオリンソナタ第5番 ヘ長調 作品24『春』、第9番 イ長調 作品47『クロイツェル』
- ウェーバー：ヴァイオリンソナタ第6番 ハ長調 作品10a-6, J. 104
- シューベルト：アルペジョーネソナタ イ短調 D 821、ヴァイオリンとピアノのためのソナチネ 作品137（全3曲、D 384, 385, 408）、ヴァイオリンとピアノのための二重奏曲 作品162, D 574
- シューマン：ヴァイオリンソナタ第1番 イ短調 作品105、第2番 ニ短調 作品121、第3番 イ短調 WoO 27
- フランク：ヴァイオリンソナタ イ長調 FWV 8
- ブラームス：ヴァイオリンソナタ第1番 ト長調 作品78『雨の歌』、第2番 イ長調 作品100、第3番 ニ短調 作品108、F.A.E.ソナタ 第3楽章 スケルツォ、クラリネットソナタ 作品120（全2曲）
- ドヴォルザーク：ヴァイオリンとピアノのためのソナチネ 作品100, B. 183
- フォーレ：ヴァイオリンソナタ第1番 イ長調 作品13
- エイミー・ビーチ：ヴァイオリンソナタ 作品34
- ラヴェル：ヴァイオリンソナタ ト長調 M. 77
- ルクー：ヴァイオリンソナタ
- シマノフスキ：ヴァイオリンソナタ 作品9
- ロスラヴェッツ：ヴィオラソナタ第1番
- ショスタコーヴィチ：ヴィオラソナタ 作品147
- レナード・バーンスタイン：クラリネットソナタ
- ニコラ・バクリ：ヴァイオリンソナタ 作品32

## 類似の形式を持つ楽曲
- 交響曲
- 独奏協奏曲
- 独奏ソナタ
  - ピアノソナタ
  - ヴァイオリンソナタ
  - ヴィオラソナタ
  - フルートソナタ
  - クラリネットソナタ
- ピアノ三重奏曲
- 弦楽四重奏曲
- チェロとピアノのための二重奏曲
- 無伴奏チェロ曲